# Yirah Aparicio
Yirah Aparicio es una actriz y modelo mexicana, reconocida por sus apariciones en películas de ese país desde mediados de la década de 1980 hasta mediados de la década de 1990, especialmente en producciones conocidas como la comedia erótica mexicana, compartiendo reparto con reconocidos actores del género como Alfonso Zayas, César Bono, Gerardo Zepeda y Roberto Ballesteros.

## Carrera
Iniciando en el mundo del modelaje, Aparicio incursionó en un pequeño papel en la película El ratero de la vecindad II (1985), dirigida por Gilberto Martínez Solares. Ese mismo año hizo parte del elenco de la película del mismo director El día de los albañiles 2, donde actuó junto a Luis de Alba, Angélica Chain, Alfonso Zayas y Hugo Stiglitz.
La popularidad del llamado cine de ficheras terminó impulsando la carrera de la actriz, que a partir de ese momento tuvo apariciones en una gran cantidad de películas del género como Los verduleros II, El día de los albañiles III y Mujeres de media noche. En 1993 protagonizó la cinta La negra tomasa, popular producción dirigida por Adolfo y Gilberto Martínez Solares en la que compartió reparto con Roberto Ballesteros, César Bono y Alfonso Zayas.
Tras actuar en otras producciones en la década de 1990 como Los tres compadres, Me hizo compadre sancho y Los cargadores, Aparicio hizo su última participación reconocida en cine mexicano en la película El destazador (1996), dirigida por Christian González. Tras el decaimiento del género de ficheras, su imagen empezó a hacerse menos notoria en el ambiente del cine de México.

## Filmografía
| - 1995 - El destazador - 1995 - La Riata del charro chano - 1995 - Los cargadores - 1995 - Me hizo compadre sancho - 1995 - Esclavos de la pasión - 1995 - Los tres compadres - 1994 - Serafin y la lámpara libidinosa - 1993 - El superman... Dilon - 1993 - La negra Tomasa - 1992 - Tequila - 1992 - Curado de espantos - 1991 - El adulterio me da risa - 1990 - El aduanal - 1990 - El mofles en Acapulco - 1990 - Escuela para brujas - 1990 - Mujeres de media noche - 1989 - A garrote limpio - 1989 - El pichichi del barrio - 1989 - Tres lancheros muy picudos - 1989 - Derrumbe - 1988 - La nalgada de oro - 1988 - Cacería implacable | - 1988 - Pancho el Sancho - 1988 - AR-15: Comando implacable - 1988 - El sexo me divierte - 1988 - El virus del poder - 1988 - Una cita con el destino - 1987 - Duro y parejo en la casita del pecado - 1987 - El día de los albañiles III - 1987 - La ley del barrio - 1987 - Los verduleros II - 1987 - Sexo, sudor y lagrimas - 1987 - Las movidas del mofles - 1987 - Qué buena está mi ahijada - 1987 - Conexión criminal - 1987 - La leyenda del Manco - 1986 - Agente 0013: Hermelinda linda II - 1986 - Motín en la cárcel - 1986 - Toda la vida - 1986 - Ese loco, loco hospital - 1985 - El día de los albañiles 2 - 1985 - Narco terror - 1985 - Viaje al paraíso - 1985 - El ratero de la vecindad II |